# Autographa adapa
Autographa adapa är en fjärilsart som beskrevs av Embrik Strand 1917. Autographa adapa ingår i släktet Autographa och familjen nattflyn. Inga underarter finns listade i Catalogue of Life.